# Takht-i-Bahi

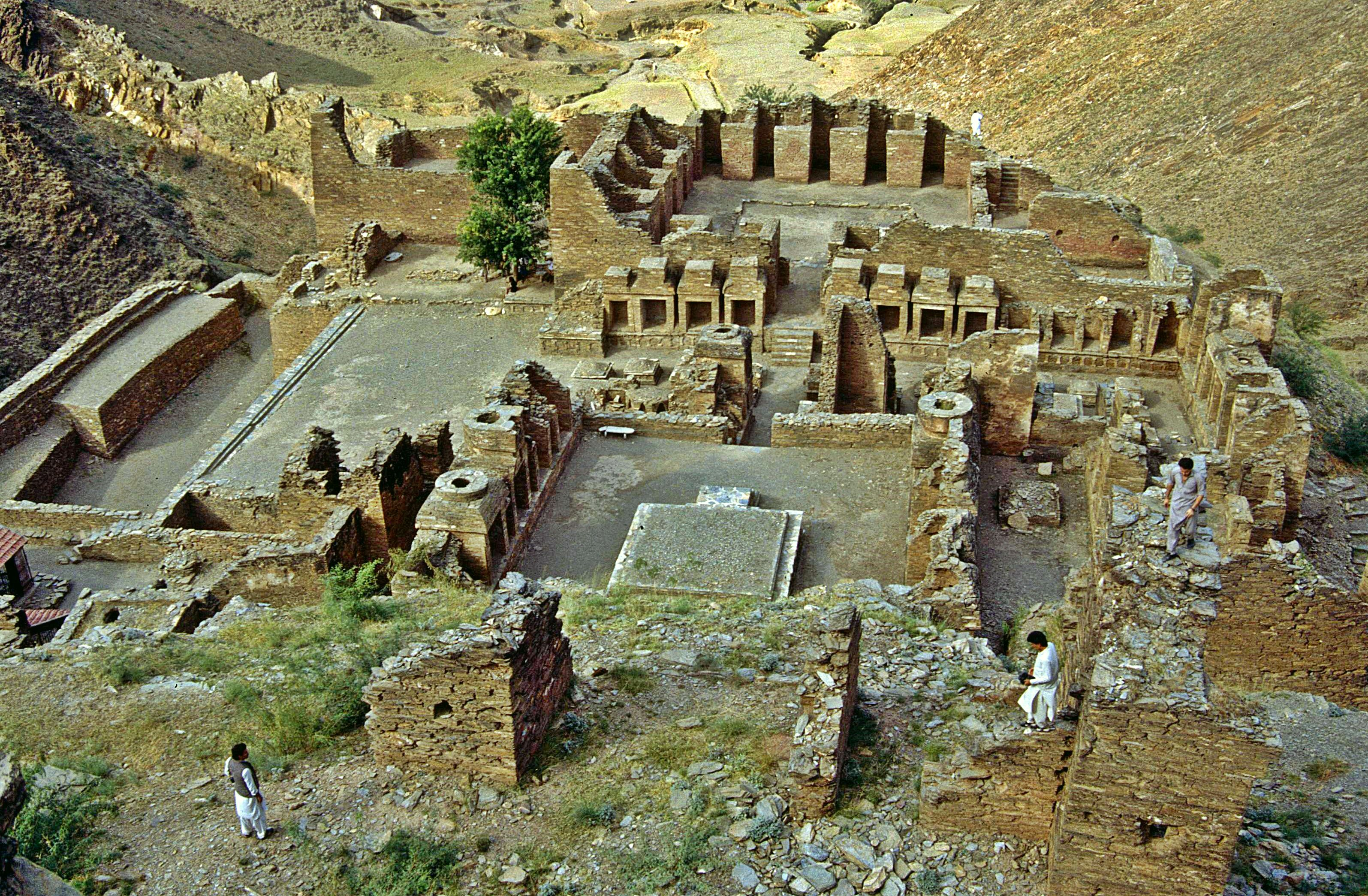
Takht-i-Bahi Übersicht

Takht-i-Bahi (Urdu تخت بائی, Taḫt-i bahāʾī, „Thron der Quelle“, „Thron des Ursprungs“), auch Takht-i-Bahai, heißen die weitläufigen Anlagen einer buddhistischen Klosterruine, die sich über mehrere Hügel in der antiken Region Gandhara erstreckt.

## Geographie
Die zentralen Ruinen des Klosters liegen auf einem 152 m hohen Berg ca. 15 km nordöstlich von Mardan in der heutigen pakistanischen Provinz Khyber Pakhtunkhwa. Der Ort befindet sich an der Einfahrt zum Malakand-Pass, der in das Swat-Tal führt.

## Geschichte
Leider wurden die ersten wissenschaftlichen Ausgrabungen von D.B. Spooner im Auftrag des Archaeological Survey of India und von H. Hargreaves zu Beginn des letzten Jahrhunderts nicht miteinander verglichen und koordiniert, um so wichtige Erkenntnisse über die Entstehungsgeschichte zu gewinnen. Dennoch kann man davon ausgehen, dass das Kloster im ersten Jahrhundert v. Chr. gegründet wurde. Zur Zeit Kanischkas erlebte es seine größte Blüte. In dieser Zeit entstand der "Hof der vielen Stupas, während der Hauptstupa und der große Hof aus dem dritten und vierten nachchristlichen Jahrhundert stammen. Die spätesten Gebäude datieren in das 6. und 7. nachchristliche Jahrhundert. Wie die anderen buddhistischen Klöster genoss auch Takht-i-Bahi den mäzenatischen Schutz der Kuschana-Herrscher. Ihren Bau und oft auch ihren Unterhalt finanzierten wohlhabende Kaufleute.
In der Nähe war eine Ansiedlung des parthischen Königs Gondophares, dessen Name in einer im Kloster gefundenen Inschrift genannt wird. Auch der Apostel Thomas soll auf seinem Weg nach Indien hier vorbeigekommen sein.

## Architektur
Die frühen Klöster des indischen Subkontinents waren öffentlich zugänglich. Die Klöster der Gandhara-Kultur dagegen schlossen sich mit starken Mauern nach außen ab und der Eingang war bei Takht-i-Bahi von der Achse weggeknickt. Aus den archäologischen Befunden ist erkennbar, dass das Kloster (Vihara) aus vielen Einzelgebäuden bestand. Dazu gehörten die Wohn- und Schlafquartiere der Mönche (bhikșu), das Refektorium (upasthāna-śālā), die Küche (aggi-śālā), ein Baderaum mit heißem Wasser (janthāghara), ein Brunnenhaus (udapāna-śālā) und weitere Wirtschaftsräume. Im Zentrum des Klosters befand sich der Sakralbereich, ein großer Hof von 36 auf 15 Metern, umgeben von Meditationszellen, 35 Stupas oder nur Nischen mit zum Teil überlebensgroßen Buddhastatuen. Im Süden anschließend erreicht man einen weiteren Hof. Hier stand der Haupt-Stupa auf einer Plattform (4,5 m im Quadrat), die über Treppen zugänglich war. Auch dieser Hof ist von Kapellen umgeben. Die dem Hof zugewandte Seite schmückten Halbpfeiler mit korinthischen Akanthus-Kapitellen. Die Neben-Stupas und die vielen Statuen waren mit Kalk verputzt, worauf bunte Farben, vor allem Gold aufgetragen war. Auch die Klosterwände leuchteten farbig. So wirkte das Kloster äußerst prunkvoll. 

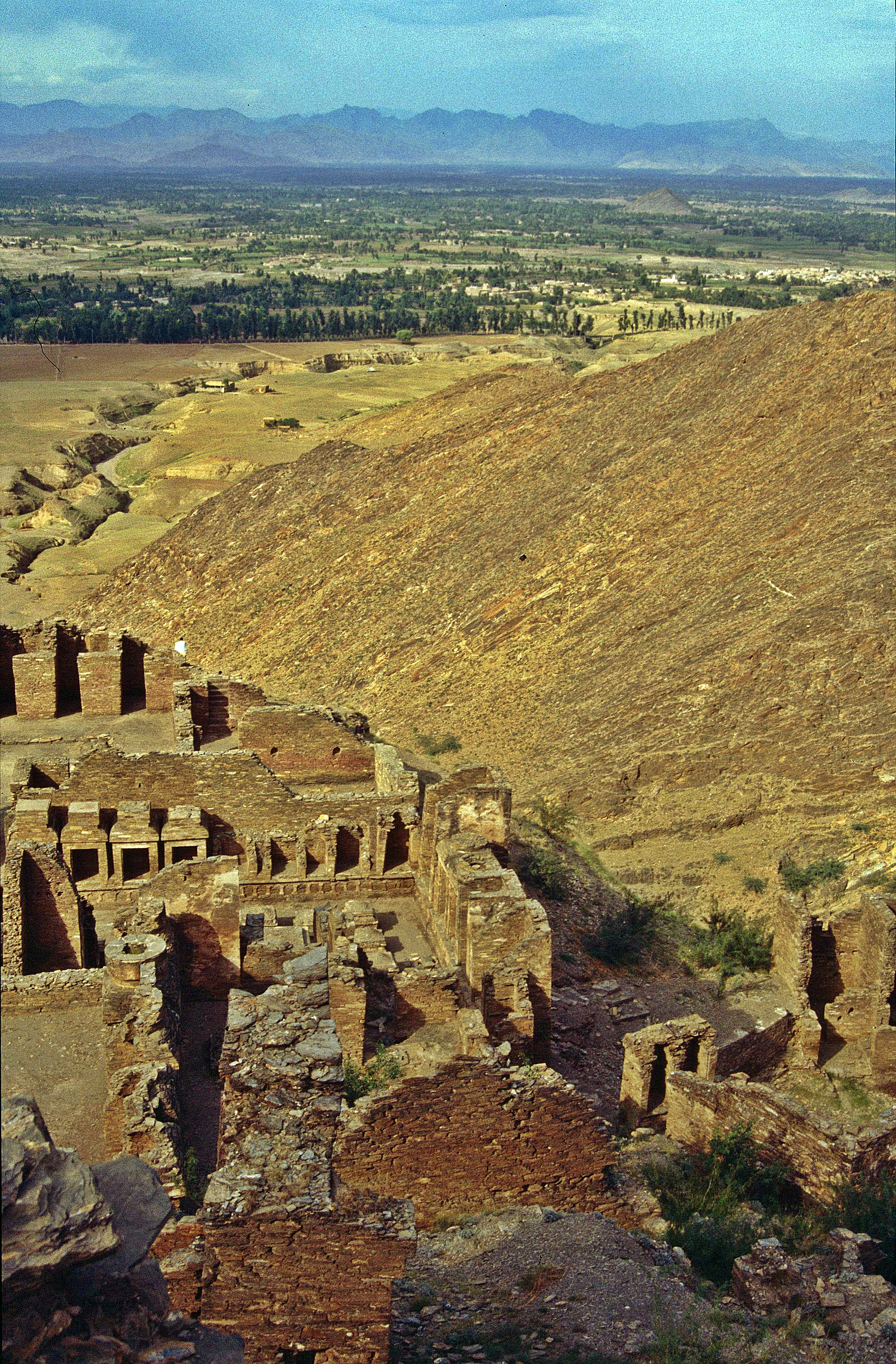
Takht-i-Bahi Klosterruine
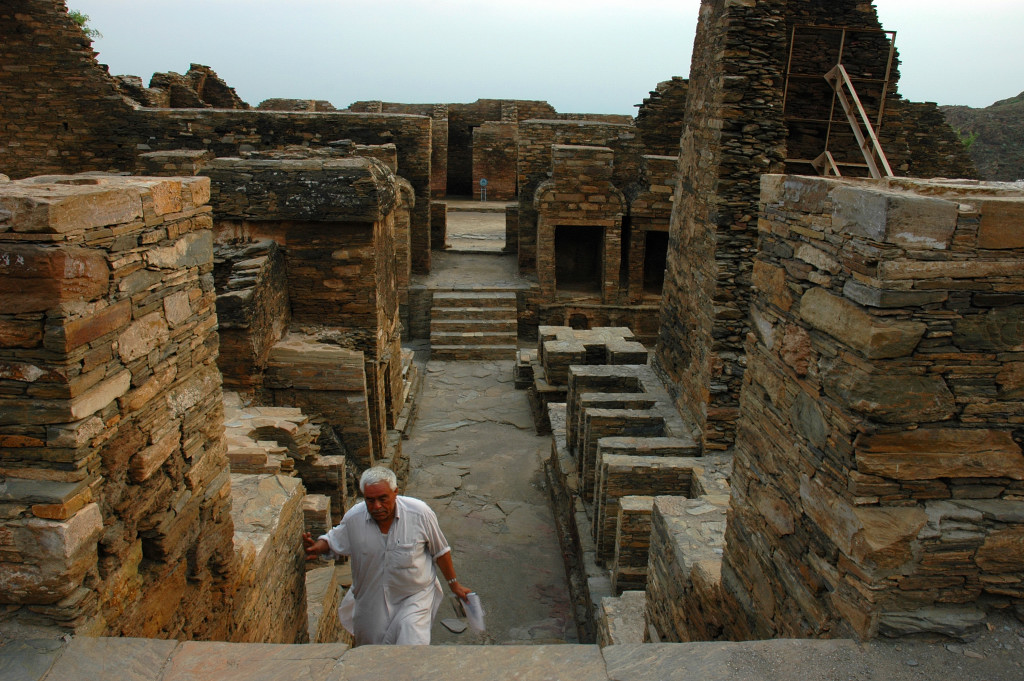
Gang mit Mönchszellen
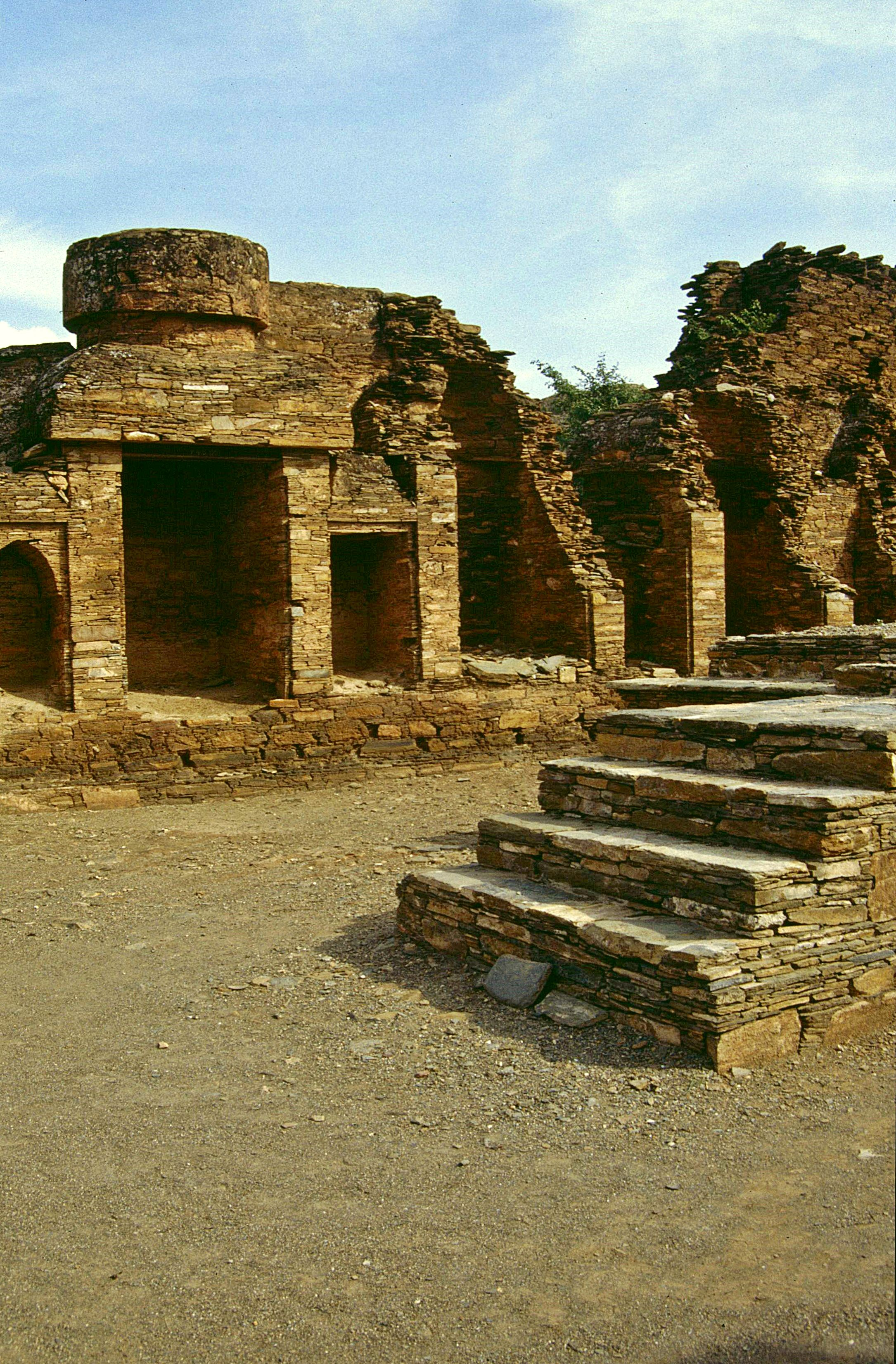
Hof mit Stupa
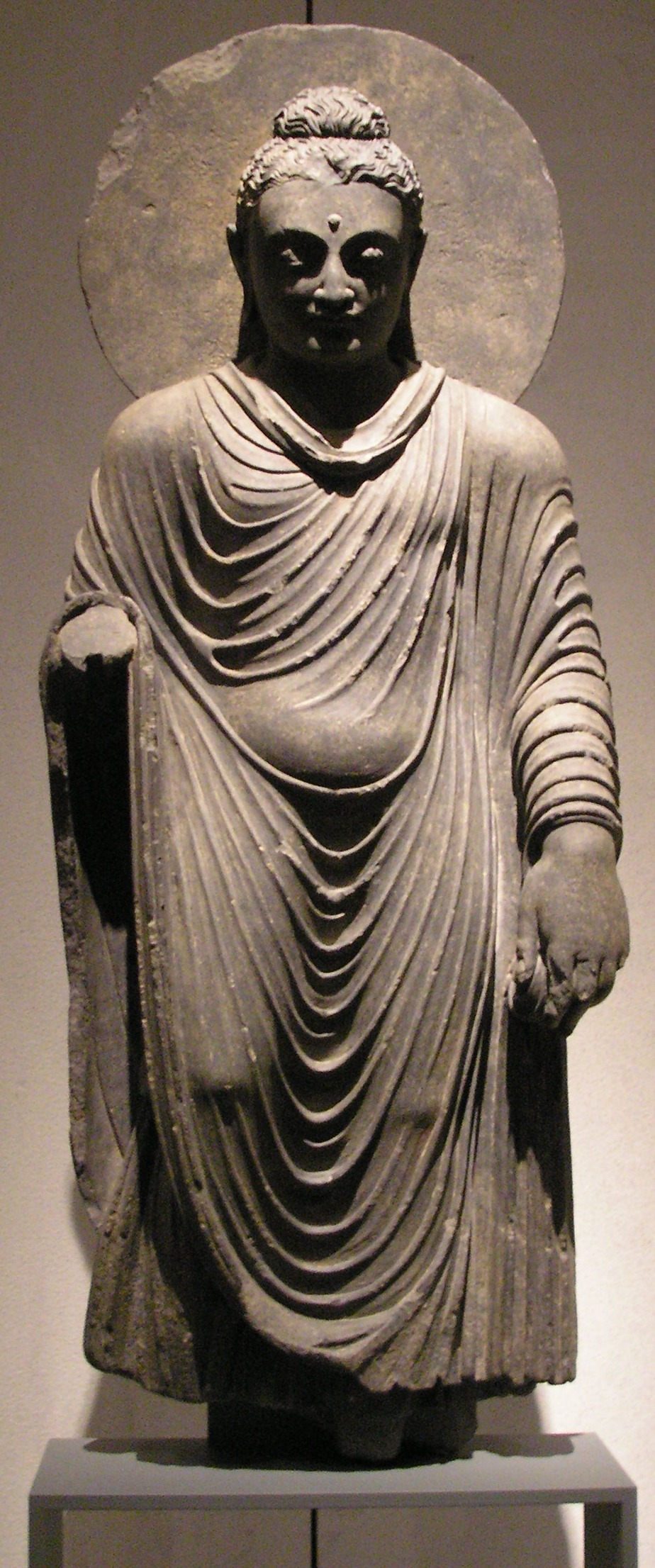
Buddha, Gandhara, Takht-i-Bahi, im Museum für Asiatische Kunst Berlin

Unweit von Tahht-i-Bahi befinden sich die Ruinen der befestigten Stadt Sahra-i-Bahlol aus dem frühen 1. Jahrhundert. Beide Stätten sind seit 1980 als UNESCO-Weltkulturerbe registriert.